# Алиабади, Рахим
Рахим Алиабади слу́шайтео файле (перс. رحیم علی‌آبادی‎, 22 марта 1943) — иранский борец греко-римского стиля, чемпион Азиатских игр, призёр чемпионатов мира и Олимпийских игр.

## Биография
Родился в Ардебиле. В 1969 году завоевал серебряную медаль чемпионата мира. В 1972 году стал обладателем серебряной медали Олимпийских игр в Мюнхене. В 1973 году завоевал бронзовую медаль чемпионата мира. В 1974 году стал чемпионом Азиатских игр.